# کانگوولا

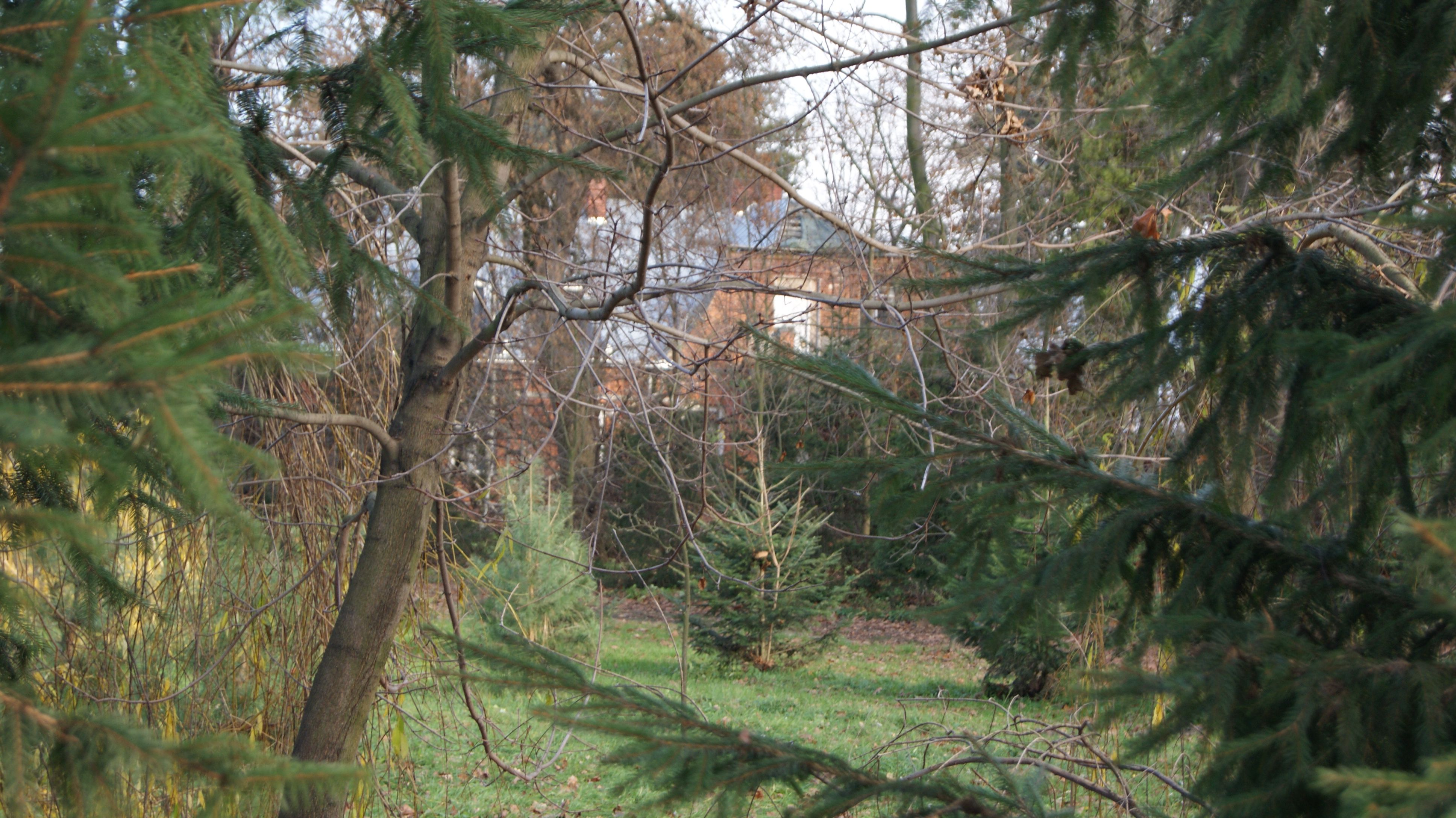
روستای کانگوولا

کانگوولا (به لهستانی:  Kaniwola) یک روستا در لهستان است که در گمینا لودوین واقع شده‌است.